# Micrempis flava
Micrempis flava är en tvåvingeart som beskrevs av Chillcott 1983. Micrempis flava ingår i släktet Micrempis och familjen puckeldansflugor.
Artens utbredningsområde är Florida. Inga underarter finns listade i Catalogue of Life.